# Оґа Рісако
Оґа Рісако (яп. 大賀 理紗子; нар. 4 січня 1997) — японська футболістка. Вона грала за збірну Японії.

## Клубна кар'єра
У 2019 році дебютувала в «Нодзіма Стелла Канаґава».

## Кар'єра в збірній
У червні 2019 року, її викликали до національної збірної Японії на SheBelieves Cup. На цьому турнірі, 27 лютого, вона дебютувала в збірній у поєдинку проти США. З 2019 рік зіграла 3 матчі в національній збірній.

## Статистика виступів
| Збірна Японії | Збірна Японії | Збірна Японії |
| Рік           | Матчі         | Голи          |
| ------------- | ------------- | ------------- |
| 2019          | 3             | 0             |
| Загалом       | 3             | 0             |